# 阿塔坎·于克塞尔
阿塔坎·于克塞尔（土耳其語：Atakan Yüksel，1985年8月13日—），土耳其男子摔跤运动员。他曾代表土耳其参加世界摔跤锦标赛，获得一枚铜牌。他也曾参加2012年夏季奥林匹克运动会。